# 1916 a sportban
1916 legfontosabb sporteseményei a következők voltak:
- Az MTK nyeri a hadibajnokságként megrendezett NB1-et. Ez a klub negyedik bajnoki címe.
- Dario Resta megnyeri az Indianapolisi 500 mérföldes autóversenyt.

## Születések
- ? – Turay András, labdarúgó, csatár, edző († ?)
- január 7. – Paul Keres, sakkolimpiai és Európa-bajnok észt-szovjet sakknagymester († 1975)
- január 27. – Várkői Ferenc, olimpiai bronzérmes magyar tornász, testnevelőtanár († 1987)
- március 7. – Clare Dennis, olimpiai bajnok ausztrál úszó († 1971)
- május 2. – Andy Farkas, NFL-bajnok amerikai amerikai futballista († 2001)
- május 21. – Tinus Osendarp, olimpiai bronzérmes és Európa-bajnok holland atléta, rövidtávfutó († 2002)
- július 3. – Pierre Pibarot, francia labdarúgó, edző († 1986)
- július 31. – Ignacio Trelles, mexikói labdarúgó, edző († 2020)
- augusztus 6. – Erik Nilsson, olimpiai bajnok svéd válogatott labdarúgó († 1995)
- augusztus 25. – Nyikolaj Petrovics Morozov, orosz labdarúgó, edző († 1981)
- október 18. – Rolf Fäs, olimpiai bronzérmes svájci kézilabdázó († 1983)
- november 30. – Günther Ortmann, olimpiai- és világbajnok német kézilabdázó († 2002)

## Halálozások
| Halálozás      | Név                | Nemzetiség, sportág, eredmények                                                                | Születés |
| -------------- | ------------------ | ---------------------------------------------------------------------------------------------- | -------- |
| január 20.     | Dick McBride       | amerikai baseballjátékos                                                                       | 1847     |
| április 8.     | Bob Burman         | amerikai autóversenyző                                                                         | 1884     |
| április 26.    | Skyrocket Smith    | amerikai baseballjátékos                                                                       | 1868     |
| május 19.      | Georges Boillot    | francia autóversenyző                                                                          | 1884     |
| június 17.     | Fóti Samu          | olimpiai ezüstérmes magyar tornász, atléta                                                     | 1890     |
| szeptember 16. | John Cuff          | amerikai baseballjátékos                                                                       | 1864     |
| augusztus 23.  | John Yate Robinson | olimpiai bajnok brit gyeplabdázó                                                               | 1885     |
| szeptember 24. | Stobbe Ferenc      | a magyarországi labdarúgás atyja                                                               | 1864     |
| október 18.    | Guido Romano       | olimpiai bajnok olasz tornász                                                                  | 1887     |
| október 19.    | Joánisz Frangúdisz | olimpiai bajnok, ezüst- és bronzérmes görög sportlövő                                          | 1863     |
| november 9.    | Gillemot Ferenc    | magyar labdarúgó, edző, sportújságíró, a magyar labdarúgó-válogatott első szövetségi kapitánya | 1875     |
| december 15.   | Arthur Greiner     | amerikai autóversenyző                                                                         | 1884     |